# Glandularia glandulifera
Glandularia glandulifera là một loài thực vật có hoa trong họ Cỏ roi ngựa. Loài này được (Moldenke) Ragonese mô tả khoa học đầu tiên năm 1951.